# Lophiodes
Lophiodes is een geslacht van straalvinnige vissen uit de familie van zeeduivels (Lophiidae). Het geslacht is voor het eerst wetenschappelijk beschreven in 1896 door Goode & Bean.

## Soorten
- Lophiodes abdituspinus Ni, Wu & Li, 1990
- Lophiodes beroe Caruso, 1981
- Lophiodes bruchius Caruso, 1981
- Lophiodes caulinaris (Garman, 1899)
- Lophiodes fimbriatus Saruwatari & Mochizuki, 1985
- Lophiodes gracilimanus (Alcock, 1899)
- Lophiodes infrabrunneus Smith & Radcliffe, 1912
- Lophiodes insidiator (Regan, 1921)
- Lophiodes kempi (Norman, 1935)
- Lophiodes miacanthus (Gilbert, 1905)
- Lophiodes monodi (Le Danois, 1971)
- Lophiodes mutilus (Alcock, 1894)
- Lophiodes naresi (Günther, 1880)
- Lophiodes reticulatus Caruso & Suttkus, 1979
- Lophiodes spilurus (Garman, 1899)